# Chonopeltis
Chonopeltis is een geslacht van kreeftachtigen uit de klasse van de Ichthyostraca.

## Soorten
- Chonopeltis australis Boxshall, 1976
- Chonopeltis australissimus Fryer, 1977
- Chonopeltis brevis Fryer, 1961
- Chonopeltis congicus Fryer, 1959
- Chonopeltis elongatus Fryer, 1974
- Chonopeltis flaccifrons Fryer, 1960
- Chonopeltis fryeri Van As, 1986
- Chonopeltis inermis Thiele, 1900
- Chonopeltis koki Van As, 1992
- Chonopeltis lisikili Van As J.G. & Van As L.L., 1996
- Chonopeltis liversedgi Van As & Van As, 1999
- Chonopeltis meridionalis Fryer, 1964
- Chonopeltis minutus Fryer, 1977
- Chonopeltis schoutedeni Brian, 1940
- Chonopeltis victori Avenant-Oldewage, 1991